# Laporte-Regel
Die Laporte-Regel ist eine spektroskopische Auswahlregel, die nur für zentrosymmetrische Moleküle und Atome gilt. Sie besagt, dass sich bei erlaubten elektronischen Übergängen die Parität ändern muss, also entweder g → u  (gerade zu ungerader Parität) oder u → g (ungerade zu gerader Parität). Wenn ein Molekül zentrosymmetrisch ist, sind folglich Übergänge innerhalb eines gegebenen Satzes von p- oder d-Orbitalen verboten.

## Die Laporte-Regel bei tetraedrischen Komplexen
Da tetraedrische Komplexe kein Symmetriezentrum aufweisen, befinden sich die d-Orbitale in einem Störfeld. Im Vergleich zum zentrosymmetrischen oktaedrischen Komplex ergibt sich daher eine Lockerung der Laporte-Regel und folglich höhere Absorptionskoeffizienten in einem UV-Vis-Absorptionsspektrum.